# مناره مسجد امام شافعی
مناره مسجد امام شافعی مناره‌ای در مسجد امام شافعی ارومیه است. این مناره مربوط به دوره قاجار است که در ارومیه، در کنار بافت تاریخی بازار و مسجدجامع ارومیه واقع شده است. این اثر در تاریخ ۷ مهر ۱۳۸۱ با شمارهٔ ثبت ۶۲۲۲ به‌عنوان یکی از آثار ملی ایران به ثبت رسیده است.